# Skuld gammel venskab rejn forgo
Skuld gammel venskab rejn forgo er en sang, oversat af Jeppe Aakjær,  oprindelig efter en gammel skotsk folkesang, "Auld Lang Syne", som blev nedskrevet af den skotske digter Robert Burns  i 1788. Sangen bruges især i Jylland som afskedssang efter sammenkomster, hvor man ofte i sidste vers  danner rundkreds og  med krydsede arme holder hinanden i hånden.

## Tekst
```
Skuld gammel venskab rejn forgo  

og stryges fræ wor mind?  
Skuld gammel venskab rejn forgo  
med dem daw så læng, læng sind?  
   Di skjønne ungdomsdaw, å ja,  
   de daw så svær å find!  
   Vi'el løwt wor kop så glådle op  
   for dem daw så læng, læng sind!
  

   
Og gi så kuns de glajs en top  
og vend en med di kaw'.  
Vi'el ta ino en jenle kop  
for dem swunden gammel daw.  
   Di skjønne ungdomsdaw, å ja,  
   de daw så svær å find!  
   Vi'el løwt wor kop så glådle op  
   for dem daw så læng, læng sind!  
   
Vi tow — hwor hår vi rend om kap  
i'æ grønn så manne gång!  
Men al den trawen verden rundt  
hår nu gjord æ bjenn lidt tång.  
   Di skjønne ungdomsdaw, å ja,  
   de daw så svær å find!  
   Vi'el løwt wor kop så glådle op  
   for dem daw så læng, læng sind!  
   
Vi wojed sammel i æ bæk  
fræ gry til høns war ind.  
Så kam den haw og skil wos ad.  
Å, hvor er æ læng, læng sind!  
   Di skjønne ungdomsdaw, å ja,  
   de daw så svær å find!  
   Vi'el løwt wor kop så glådle op  
   for dem daw så læng, læng sind!  
   
Der er mi hånd, do gamle swend!  
Ræk øwer og gi mæ dind.  
Hwor er æ skjøn å find en ven,  
en håj mist for læng, læng sind!  
   Di skjønne ungdomsdaw, å ja,  
   de daw så svær å find!  
   Vi'el løwt wor kop så glådle op  
   for dem daw så læng, læng sind!
```